# Fredrik Vilhelm Ridderstolpe
Fredrik Vilhelm Ridderstolpe, född 11 juni 1730 i Stockholm, död 1 april 1816 i Stockholm, var en svensk greve och riksråd.
Ridderstolpe var son till friherre Carl Ridderstolpe och Margareta Gyllenkrook samt yngre bror till Karl Johan Ridderstolpe. 
Ridderstolpes levnadsbana liknade till en början den äldre brodern Karl Johan Ridderstolpes, då han av föräldrarna bestämd för sjöyrket och antagen till underofficer vid Stockholms eskader idkade universitetsstudier, valde ämbetsmannavägen och 1749 ingick som extra notarie i Svea hovrätt. Här tjänstgjorde han dock helt kort för att mer odelat kunna ägna sig åt hovchargen, vari han inträdde som hovjunkare 1750. Tre år senare kammarherre, fick han 1762 med ständernas medgivande tur och befordringsrätt som ceremonimästare och kollegiiråd, blev 1766 överkammarherre och kallades 1787 av Gustaf III till riksråd. Två år därefter, när kungen befäst sin makt genom förenings- och säkerhetsakten och rådskammaren upplöstes, förflyttades Ridderstolpe som president till Bergskollegium, med bibehållande av sin rådslön, kallades 1796 till ledamot av konungens högsta domstol avgick ur densamma år 1809.
Ridderstolpe var gift med grevinnan Eleonora Lovisa Antoinetta Dohna, dotter till greve Frederik Dohna, och far till Carl Ulrik Ridderstolpe och Fredrik Ludvig Ridderstolpe. Genom sitt äktenskap kom han i besittning av Tidö slott i Västmanland.